# Chrysomya
Chrysomya är ett släkte av tvåvingar. Chrysomya ingår i familjen spyflugor.

## Bildgalleri

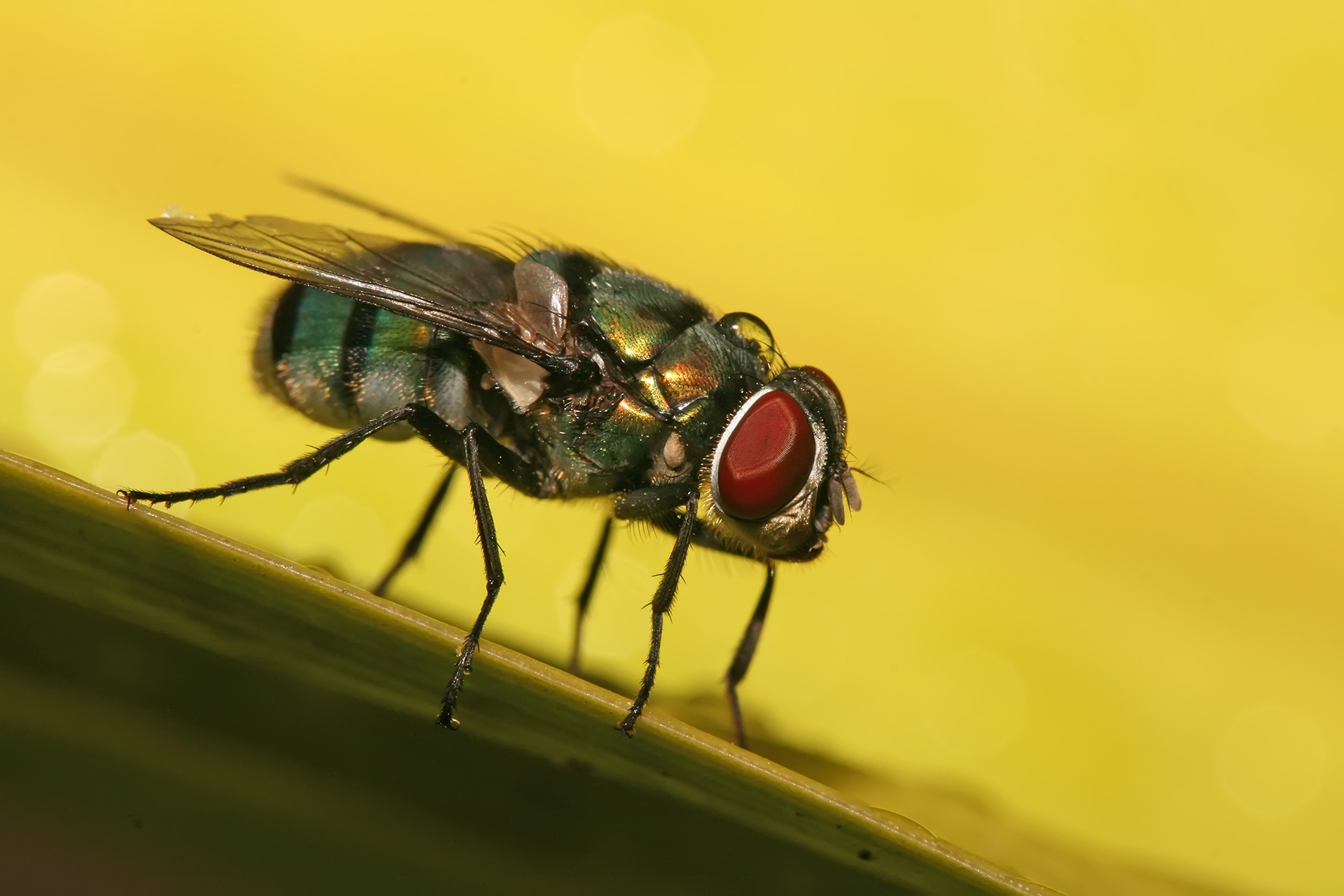
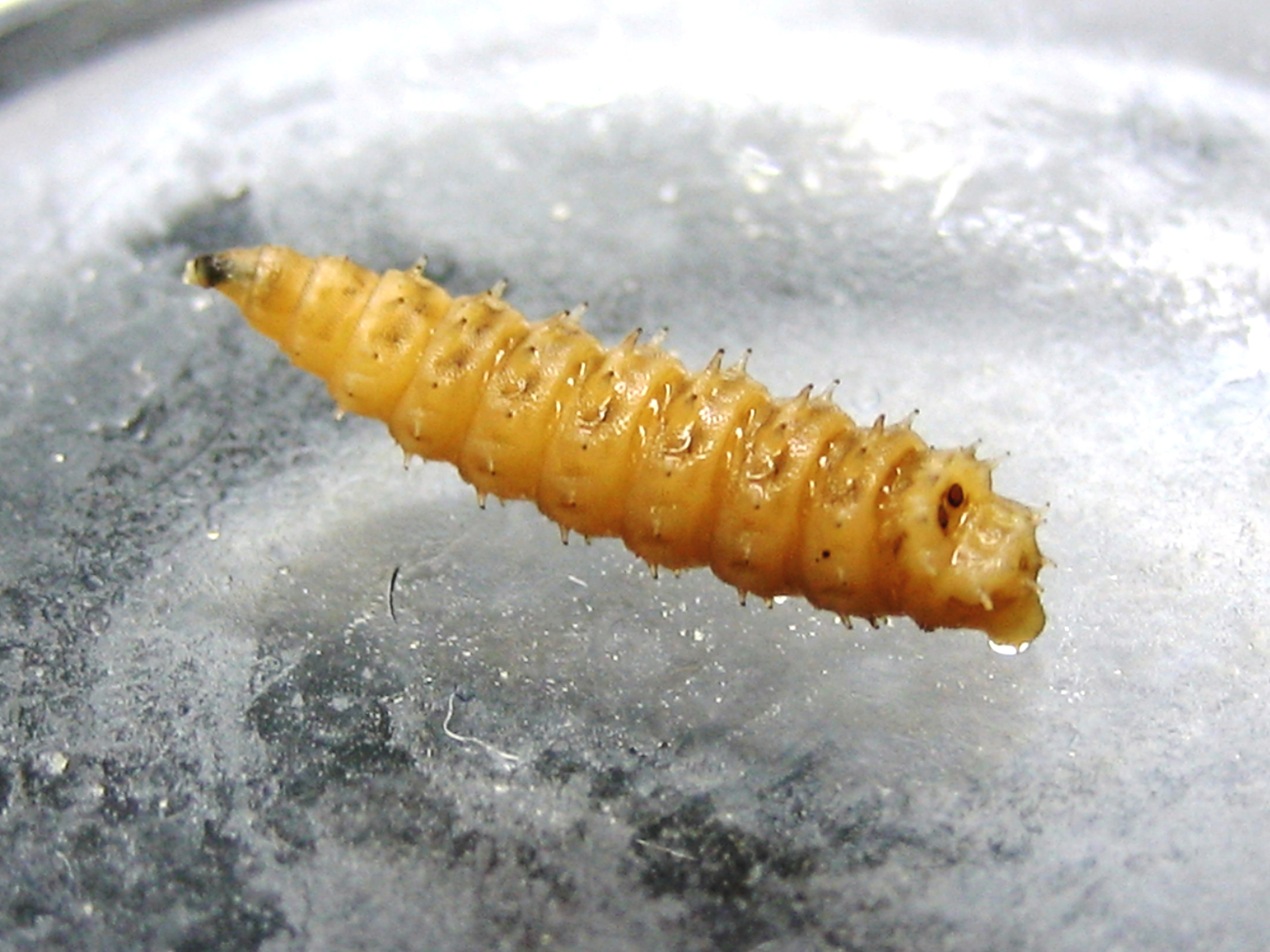
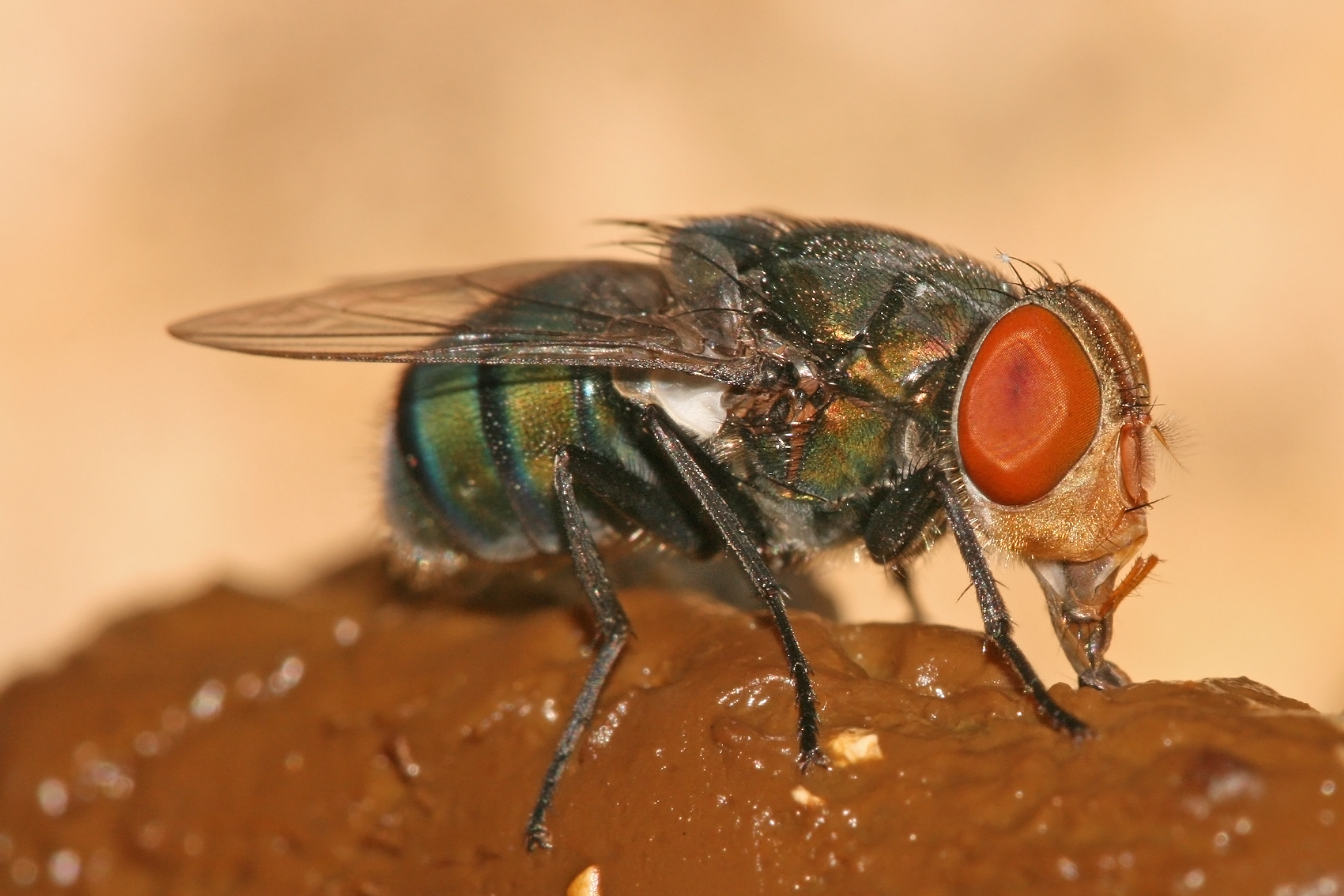

## Dottertaxa tillChrysomya, i alfabetisk ordning[1]
- Chrysomya albiceps
- Chrysomya bezziana
- Chrysomya cabrerai
- Chrysomya chani
- Chrysomya chloropyga
- Chrysomya defixa
- Chrysomya ethiopyga
- Chrysomya flavifrons
- Chrysomya greenbergi
- Chrysomya incisuralis
- Chrysomya inclinata
- Chrysomya indica
- Chrysomya latifrons
- Chrysomya laxifrons
- Chrysomya megacephala
- Chrysomya nigripes
- Chrysomya norrisi
- Chrysomya oumeensis
- Chrysomya pachymera
- Chrysomya pacifica
- Chrysomya phaonis
- Chrysomya pingei
- Chrysomya pinguis
- Chrysomya polymita
- Chrysomya putoria
- Chrysomya regalis
- Chrysomya rufifacies
- Chrysomya sabroskyi
- Chrysomya saffranea
- Chrysomya samarensis
- Chrysomya schoenigi
- Chrysomya semimetallica
- Chrysomya sulcifrons
- Chrysomya tagulai
- Chrysomya thanomthini
- Chrysomya vanemdeni
- Chrysomya varipes
- Chrysomya villeneuvi
- Chrysomya yayukae